# Gente en Buenos Aires
Gente en Buenos Aires és una pel·lícula de l'Argentina filmada en Eastmancolor dirigida per Eva Landeck segons el seu propi guió que es va estrenar el 22 d'agost de 1974 i que va tenir com a actors principals a Luis Brandoni, Irene Morack i Adrián Ghio. El futur director de cinema Juan Carlos Desanzo va ser el director de fotografia.
Aquesta òpera preval de la directora va ser exhibida amb èxit en els Festivals de Sant Rem, on va obtenir el Premi Especial del Jurat, de Berlín, de Cannes i de Taormina.

## Sinopsi
Un venedor coneix a una estudiant però descobreixen que es relacionen millor telefònicament.

## Repartiment
- Luis Brandoni
- Irene Morack
- Adrián Ghio
- Eliseo Morán
- Golde Flami
- Alejandro Marcial
- Arturo Maly
- María Bufano
- Bruno Gabino
- Roberto Averbuj
- Mirtha Mansilla
- Judith Wainer
- Carlos Roffé
- Omar Fanucchi
- Carlos Antón
- Jorge Sassi
- Ignacio Alonso
- Rolando Revagliatti
- Nené Malbrán

## Comentaris
Agustín Mahieu a La Opinión va escriure:
| « | ”Inusual maduresa expressiva.” | » |

Propósitos va opinar:
| « | ”Film pudorós, exempt de sensibleria i realitzat amb sobrietat exemplar…Autèntica versemblança. La direcció d'actors és molt eficaç, fins i tot en els papers menors…A respiració portenya.” | » |

Edgardo Ritacco a El Cronista Comercial va dir:
| « | ”No està malament…Per moments es té la impressió d'estar veient dues pel·lícules diferents…La principal falla d'una pel·lícula que no deixa de mostrar arestes positives.” | » |

Manrupe i Portela escriuen:
| « | ”Reflexió poc habitual sobre la incomunicació a la ciutat.” | » |